# Piazzalunga
Piazzalunga è una frazione del comune di Ardenno (SO), sulle pendici della Cima di Granda, del gruppo del Monte Disgrazia.

## Caratteristiche
Denominata così per il corridoio di prati sul quale è collocata, in una posizione climaticamente e panoramicamente assai felice: con vista a Sud, si domina la sezione occidentale della media Valtellina.

## Emigrazione
Periferia di un comune periferico, Piazzalunga, con la sua vicina e rivale Biolo, furono tra i paesi della Valtellina che più contribuirono a fornire giovani leve all'emigrazione, che portò la Valle a spopolarsi per andare a costituire la comunità valtellinese più grande, dopo il capoluogo Sondrio: la comunità valtellinese di Roma.
Attualmente si stimano circa 30.000 anime discendenti dai poveri emigranti lombardi del XVI secolo, ma pare sia anche anteriore l'avvio di questa "invasione" che portò professionisti in tutte le attività edilizie.
Il tempo, però, non ha intaccato i fortissimi legami affettivi e culturali con la propria terra d'origine. In queste famiglie, inoltre, si parla un dialetto originale che deriva dalla fusione delle due parlate, romana e valtellinese.